# Five for Fighting
Five for Fighting, pseudonimo di Vladimir John Ondrasik III (Los Angeles, 7 gennaio 1965), è un cantautore statunitense.

## Biografia
Da giovane si dilettava a giocare a hockey su ghiaccio, e da tale sport è ispirato il suo nome d'arte, che indica un'espulsione in caso di lite violenta tra giocatori.
Il suo album discografico America Town del 2000 ha vinto il disco di platino, grazie al grande successo della canzone Superman (It's Not Easy) successivo all'attacco terroristico dell'11 settembre 2001.
Nel 2004 l'album The Battle for Everything è arrivato in cima alle classifiche americane. Ondrasik ha inoltre pubblicato un doppio cd, contenente The Battle for Everything integrale, e un DVD con la clip musicale di 100 Years del 2003. Altro estratto dell'album di particolare successo è stato The Devil in the Wishing Well del 2004. Successivamente sono stati estratti Silent Night del 2004 e If God Made You del 2005.
Il quarto album di Five For Fighting, Two Lights, è uscito il 1º agosto 2006, e contiene i singoli The Riddle, World e I Just Love You.
Ondrasik è anche molto attivo nel campo umanitario. Nel 2007 ha aperto un sito web chiamato "What Kind Of World Do You Want", tramite il quale raccoglie fondi per diverse fondazioni benefiche. Nello stesso anno ha coordinato la produzione di un CD gratuito da distribuire alle truppe statunitensi al fronte.

## Discografia

### Album studio
- 1997: Message for Albert
- 2000: America Town
- 2004: The Battle for Everything
- 2006: Two Lights
- 2009: Slice
- 2013: Bookmarks

### Album live
- 2007: Back Country

### Singoli
| Anno | Canzone                         | U.S. Hot 100 | U.S. Adult Top 40 | U.S. AC Chart | U.S. Pop 100 | Hot Digital Songs | Australia | Album                     |
| ---- | ------------------------------- | ------------ | ----------------- | ------------- | ------------ | ----------------- | --------- | ------------------------- |
| 2001 | "Superman (It's Not Easy)"      | 14           | 3                 | 2             | -            | 70                | 2         | America Town              |
| 2002 | "Easy Tonight"                  | -            | 18                | -             | -            | -                 | -         | America Town              |
| 2002 | "America Town"                  | 108          | -                 | -             | -            | -                 | -         | America Town              |
| 2003 | "100 Years"                     | 28           | 3                 | 1             | -            | 30                | 32        | The Battle for Everything |
| 2004 | "The Devil in the Wishing Well" | -            | 23                | -             | -            | -                 | -         | The Battle for Everything |
| 2004 | "Silent Night"                  | -            | -                 | -             | -            | -                 | -         | The Battle for Everything |
| 2005 | "If God Made You"               | -            | -                 | 20            | -            | -                 | -         | The Battle for Everything |
| 2006 | "The Riddle"                    | 40           | 8                 | 4             | 39           | 27                | -         | Two Lights                |
| 2006 | "World"                         | -            | 15                | -             | -            | -                 | -         | Two Lights                |
| 2007 | "I Just Love You"               | -            | -                 | 24            | -            | -                 | -         | Two Lights                |